# Knut Haukelid

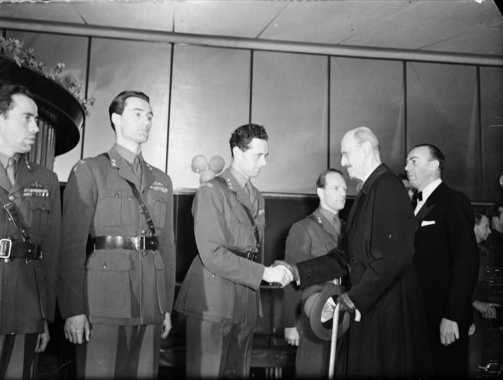
Knut Haukelid (till vänster), Joachim Rønneberg, Jens Anton Poulsson och Kasper Idland mottar kung Haakon vid premiärvisningen av filmen Kampen om tungtvannet 1948. Foto av Leif Ørnelund från Oslo Museums samlinger.

Knut Haukelid född 17 maj 1911 i Brooklyn, New York, USA död 8 mars 1994 i Oslo var en norsk motståndsman under andra världskriget. Han var tvillingbror till skådespelerskan Sigrid Gurie.

## Andra världskriget
Han var medlem i motståndsgruppen Kompani Linge. Han deltog i genomförandet av Tungtvannsaksjonen i Rjukan 28 februari 1943. Den 20 februari 1944 ledde Haukelid aktionen då en färja lastad med tungt vatten sänktes på Tinnsjø.

## Efter kriget
Han tilldelades flera norska och utländska utmärkelser för sina insatser under kriget, bland annat det norska Krigskorset.  Efter kriget valde han en militär karriär och han utexaminerades från norska krigsskolan 1948 och tjänstgjorde som major i Telemarksbataljonen. Han utnämndes senare till överstelöjtnant och chef för hemvärnet.
I filmen Kampen om atombomben från 1948 som handlar om operationen spelade han sig själv. I filmen Hjältarna från Telemarken 1965 spelade Richard Harris rollen som Knut Straud som var filmbolagets namn på Knut Haukelid.